# Bartolo Colón
Artikeln följer den spanska namnseden; faderns efternamn är Colón och moderns efternamn Morales.
Bartolo Colón Morales, född den 24 maj 1973 i Altamira, är en dominikansk-amerikansk professionell basebollspelare som är free agent. Colón är högerhänt pitcher.
Colón har tidigare spelat för Cleveland Indians (1997–2002), Montreal Expos (2002), Chicago White Sox (2003), Anaheim Angels/Los Angeles Angels of Anaheim (2004–2007), Boston Red Sox (2008), White Sox igen (2009), New York Yankees (2011), Oakland Athletics (2012–2013), New York Mets (2014–2016), Atlanta Braves (2017), Minnesota Twins (2017) och Texas Rangers (2018) i Major League Baseball (MLB) under 21 säsonger (1997–2009 och 2011–2018).
Colón har vunnit en Cy Young Award och har tagits ut till MLB:s all star-match fyra gånger. Han har en säsong haft flest vinster i American League. Colón är med sina 247 vinster i MLB:s grundserie under karriären etta genom tiderna bland pitchers från Latinamerika.
I augusti 2012 stängdes Colón av i 50 matcher efter ett positivt dopningstest (testosteron).
Colón skrev historia i maj 2016 när han vid nästan 43 års ålder blev den äldsta spelaren i MLB:s historia att slå sin första homerun.
Inför 2020 års säsong skrev Colón på för Acereros de Monclova i Liga Mexicana de Béisbol.
Colón representerade Dominikanska republiken i World Baseball Classic 2006 och 2017.